# Miss Universo 2018
Miss Universo 2018 foi a 67.ª edição do certame Miss Universo, realizado no dia 17 de dezembro de 2018[a] (16 de dezembro no hemisfério ocidental), na Impact Arena, localizada na cidade de Pak Kret, região norte de Nonthaburi, umas das províncias que fazem parte da Região metropolitana de Bangkok, capital da Tailândia. Candidatas de 94 países e territórios participaram do concurso deste ano, ultrapassando o número de 92 registrado em 2017, destas, 20 avançaram para a semifinal. No final da transmissão, a sul-africana Demi-Leigh Nel-Peters, Miss Universo 2017 coroou a filipina Catriona Gray como sua sucessora, Miss Universo 2018.
A final foi transmitida pela terceira vez pela FOX, com transmissão simultânea em espanhol pela Azteca América. Esta foi a quarta vez consecutiva que Steve Harvey apresentou o concurso.

## Resultados
| Colocação               | Candidata | País/Território                                                                                                  |
| ----------------------- | --- | --- |
| Miss Universo 2018      | Catriona Gray | Filipinas |
| 2.ª colocada            | Tamaryn Green | África do Sul |
| 3.ª colocada            | Sthefany Gutiérrez | Venezuela |
| (TOP 05) Finalistas     | Kiara Ortega H´Hen Niê | Porto Rico · Vietname                                                                                            |
| (TOP 10) Semifinalistas | Marta Stępień Natália Carvajal Akisha Albert Manita Devkota Sophida Kanchanarin                                                                                 | Canadá · Costa Rica · Curaçau · Nepal · Tailândia                                                                |
| (TOP 20) Semifinalistas | Fracesca Hung Zoe Brunet Mayra Dias Sarah Rose Summers Dee-Ann Kentish Rogers Enikő Kecskès Sonia Fergina Citra Grainne Gallanagh Emily Maddison Magdalena Swat | Austrália · Bélgica · Brasil · Estados Unidos · Grã-Bretanha · Hungria · Indonésia · Irlanda · Jamaica · Polónia |
| Premiações especiais    | | |
| Melhor Traje Típico     | On-anong Homsombath | Laos |

### Ordem dos anúncios
| 1. África do Sul 2. Filipinas 3. Nepal 4. Vietnã 5. Tailândia 6. Polônia 7. Bélgica 8. Grã-Bretanha 9. Hungria 10. Irlanda 11. Curaçao 12. Costa Rica 13. Canada 14. Porto Rico 15. Jamaica 16. Estados Unidos 17. Venezuela 18. Indonésia 19. Brasil 20. Austrália | 1. África do Sul 2. Vietnã 3. Venezuela 4. Filipinas 5. Costa Rica 6. Curaçao 7. Nepal 8. Canadá 9. Tailândia 10. Porto Rico | 1. Porto Rico 2. Vietnã 3. Filipinas 4. África do Sul 5. Venezuela | 1. Filipinas 2. África do Sul 3. Venezuela |

## Processo de escolha da cidade-sede

### China
A primeira opção como sede do Miss Universo 2018 foi a cidade de Hangzhou, na China, que usaria o evento como um teste para a realização dos Jogos Asiáticos de 2022. Porém, as negociações foram imediatamente canceladas quando o governo local se negou a transmitir o evento ao vivo devido a grande diferença de fuso horário entre a China e Nova Iorque (sede da Organização Miss Universo). Uma das cláusulas do contrato da cidade sede é que o concurso deve ser transmitido ao vivo no horário nobre da Costa Leste dos Estados Unidos, o que forçaria o início da transmissão para 8 horas da manhã na China.

### Filipinas
Com o cancelamento da proposta chinesa, surgiu a possibilidade que as Filipinas sediassem o evento novamente, já que o Miss Universo 2016 foi realizado no país.
Alguns dias após o Miss Universo 2017, a Organização Miss Universo anunciou que o governo das Filipinas convidou Nel-Peters e mais algumas candidatas para visitar o país. A secretária de turismo, Wanda Teo, chegou a declarar que a Organização Miss Universo estava realmente interessada que o concurso retornasse ao país e que o presidente Rodrigo Duterte deu autorização para o mesmo, já que o país também sediaria a Cúpula da Asia Oriental. Nessa visita, foi anunciado que a decisão final seria tomada. Em abril do mesmo ano, Teo perguntou se o concurso poderia ser realizado na Ilha de Boracay que estava fechada por seis meses. Em 6 de maio, Teo divulgou que existia "90% de chance" do concurso ser realizado no país e que estavam procurando novos patrocinadores, já que a LCS Holdings Inc. de Chavit Singson, que foi o principal patrocinador do concurso havia anunciado que não iria investir mais no concurso. A sucessora de Wanda Teo, Bernadette Romulo-Puyat anunciou em 18 de maio de 2018 que o país estava abrindo mão do concurso, devido a fatores econômicos e que também o concurso foi realizado no país recentemente.

### Tailândia
Em 31 de julho de 2018, Bangkok foi escolhida como a sede da edição de número 67 e realizada na manhã do dia 17 de dezembro. Com a confirmação oficial, esta será a terceira vez que o concurso será realizado na cidade, a primeira vez foi em 1992, no recém inaugurado Centro de Convenções Nacional Rainha Sirikit e a segunda vez em 2005, quando a mesma Impact Arena sediou pela primeira vez o concurso. A grande final deverá começar as 07 horas da manhã do dia 17 de dezembro local, sendo 19 horas do dia anterior em Nova Iorque (sede do Miss Universo). A final será novamente comandada por Steve Harvey.

### Final

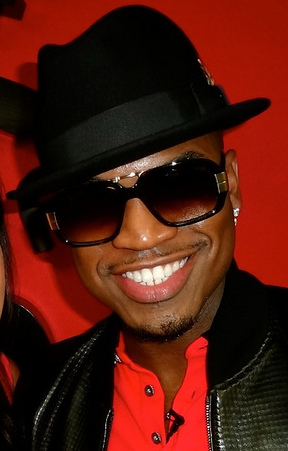
O cantor Ne-Yo,convidado pela organização para se apresentar na final.

A grande final foi transmitida ao vivo da Impact Arena,em Bangkok,na Tailândia,na manhã do dia 17 de dezembro de 2018.(Para o hemisfério ocidental ainda será a noite do dia 16 de dezembro).

### Formato da Final
A grande mudança neste concurso foi o retorno do número de semifinalistas para 20 (número apenas usado no Miss Universo 2006) .Estas 20 semifinalistas foram conhecidas nos três primeiros blocos da final e foram selecionadas pelo mesmo júri que irá decidir quem será a nova Miss Universo (agora chamado de Comitê de Seleção).15 candidatas foram escolhidas por seu resultados durante as três etapas preliminares da competição e 5 ganharam um wildcard da Organização Miss Universo por serem consideradas uma boa opção pela Organização.
Durante uma entrevista a emissora colombiana RCN Paula Shugart,que é a presidente da Organização Miss Universo,declarou que devido a diversas polêmicas em concursos anteriores,a categoria de Miss Internet foi removida.Assim,uma candidata não se classificará indiretamente para o Top 20 pelos votos do público.Entretanto,a classificação por grupos continentais será mantida.Tal como no  ano anterior as candidatas estavam classificadas por grupos continentais e que a divisão desses grupos foi mantida :As candidatas continuaram divididas por 3 grupos: Américas, Europa e um grupo que combinava África e Ásia-Pacífico,de maneira que de cada um desses grupos saíram 5 semifinalistas (5x3 = 15 semifinalistas); outras 5 irão ganharam um "wildcard" da Organização Miss Universo por serem consideradas boas opções para serem coroadas.
Estas agora 20 semifinalistas foram novamente avaliadas pelas mesmas juradas que as avaliaram durante as preliminares.Mas agora com as suas pontuações zeradas.
- As 20 semifinalistas competiram em uma área nova de competição chamada de  Discurso de Abertura aonde que em 15 segundos tiveram que apresentar um discurso preparado anteriormente,sobre a causa que iriam defender no seu reinado ou algo que fosse interessante em sua trajetória pessoal.10 candidatas foram eliminadas nesta fase.
- As 10 restantes competiram na prova do traje de banho e no traje de gala na agora chamada "Prova da Passarela";apenas as 5 primeiras colocadas permaneceram na disputa.
- As agora 5 finalistas foram para a "Pergunta Temática".
- Na etapa da "pergunta temática",as candidatas responderam uma pergunta especificamente feita para cada uma delas,relacionadas a algum tema de atualidades sobre o seu país ou a causa que irão defender durante o seu reinado; 2 foram eliminadas.
- As 3 agora finalistas responderam a temida "Pergunta Final" e posteriormente foram para a  avaliação final, aonde o painel de juradas decidiram as posições finais.A decisão foi baseada na média das notas de cada etapa e também na impressão que cada candidata deixou ao longo da noite.

### Preliminares
Na noite do dia 13 de dezembro, todas as candidatas desfilaram perante as juradas,primeiro em traje de banho e  depois de traje de noite,naquilo que é chamado de  Preliminares, que foi apresentado por Demi-Leigh Nel-Peters, Miss Universo 2017 e Piyawat Kempetch, que é um dos principais apresentadores da televisão tailandesa; as 94 candidatas se apresentaram perante as juízas,que fizeram a sua decisão de acordo com o que foi visto naquela noite; previamente, as candidatas foram entrevistadas,pelo pool de juradas,privativamente, acompanhadas de Paula Shugart.

#### Juradas[10][11]
Numa das mudanças apresentadas pela Organização Miss Universo,foi criado o  Comitê de Seleção ,em que 7 mulheres de diversas origens e backgrounds farão parte da banca de juradas.Nesta banca estavam mulheres de papeis importantes em suas sociedade,além de antigas vencedoras do concurso.Esta é a primeira vez em 64 anos de Miss Universo em que a banca de jurados foi composta exclusivamente mulheres.
- Liliana Gil Valletta, empresária colombiana
- Janaye Ingram, ativista pelos direitos civis,parte do Comitê Organizador da Marcha das Mulheres; Miss New Jersey USA 2004
- Iman Oubou, Cientista marroquina-americana, empresária, missionária médica e  Miss Nova Iorque USA 2015
- Monique Lhullier, estilista filipino-americana
- Michelle McLean,: Miss Universo 1992 da Namíbia
- Porntip Nakhirunkanok; Miss Universo 1988 da Tailândia.
- Richelle Singson-Michael, empresária filipina,fez parte da organização do  Miss Universo 2016 e atualmente presta consultoria a Organização Miss Universo.

## Candidatas
94 candidatas foram confirmadas no concurso:
| País/Território          | Candidata                        | Idade | Altura | Cidade/Região           |
| ------------------------ | -------------------------------- | ----- | ------ | ----------------------- |
| África do Sul            | Tamaryn Green                    | 24    | 1.76 m | Paarl                   |
| Albânia                  | Trejsi Sejdini                   | 18    | 1.83 m | Elbasani                |
| Alemanha                 | Céline Flores Willers            | 25    | 1.78 m | Munique                 |
| Angola                   | Ana Liliana Avião                | 24    | 1.83 m | Andulo                  |
| Argentina                | Agustina Belén Pivowarchuk       | 22    | 1.78 m | Buenos Aires            |
| Armênia                  | Eliza Muradyan                   | 25    | 1.70 m | Erevan                  |
| Aruba                    | Kimberly Julsing                 | 20    | 1.75 m | Oranjestad              |
| Austrália                | Francesca Hung                   | 24    | 1.78 m | Sydney                  |
| Bahamas                  | Danielle Grant                   | 24    | 1.75 m | Nassau                  |
| Barbados                 | Meghan Theobalds                 | 26    | 1.85 m | Bridgetown              |
| Bélgica                  | Zoé Brunet                       | 18    | 1.75 m | Jemeppe-sur-Sambre      |
| Belize                   | Jenelli Fraser                   | 27    | 1.70 m | Cidade de Belize        |
| Bolívia                  | Joyce Prado                      | 21    | 1.83 m | Santa Cruz de la Sierra |
| Brasil                   | Mayra Dias                       | 27    | 1.79 m | Itacoatiara             |
| Bulgária                 | Gabriela Topalova                | 22    | 1.93 m | Plovdiv                 |
| Camboja                  | Nat Rern                         | 23    | 1.70 m | Kampong Cham            |
| Canadá                   | Marta Magdalena Stępien          | 24    | 1.78 m | Windsor                 |
| Cazaquistão              | Sabine Zairovna Azimbaeva        | 18    | 1.78 m | Almaty                  |
| Chile                    | Andrea Díaz                      | 26    | 1.78 m | Santiago                |
| China                    | Meisu Qin                        | 25    | 1.79 m | Anshan                  |
| Colômbia                 | Valeria Morales                  | 20    | 1.74 m | Cali                    |
| Coreia do Sul            | Ji Hyun Baek                     | 21    | 1.78 m | Daegu                   |
| Costa Rica               | Natalia Carvajal Sánchez         | 28    | 1.76 m | San José                |
| Croácia                  | Mia Susana Pojatina              | 23    | 1.75 m | Nova Gradiška           |
| Curaçau                  | Akisha Albert                    | 23    | 1.78 m | Willemstad              |
| Dinamarca                | Helena Heuser                    | 21    | 1.80 m | Copenhague              |
| Egito                    | Nariman Khaled                   | 22    | 1.68 m | Cairo                   |
| El Salvador              | Marisela de Montecristo          | 26    | 1.75 m | San Salvador            |
| Equador                  | Virginia Stephanie Limongi Silva | 24    | 1.78 m | Portoviejo              |
| Eslováquia               | Barbora Hanová                   | 24    | 1.68 m | Lučenec                 |
| Espanha                  | Angela Ponce Camacho             | 27    | 1.73 m | Sevilla                 |
| Estados Unidos           | Sarah Rose Summers               | 23    | 1.65 m | Omaha                   |
| Filipinas                | Catriona Elisa Gray              | 24    | 1.78 m | Albay                   |
| Finlândia                | Alina Voronkova                  | 23    | 1.70 m | Lahti                   |
| França                   | Eva Colas                        | 21    | 1.68 m | Bastia                  |
| Gana                     | Akpene Diata Hoggar              | 24    | 1.75 m | Tefle                   |
| Geórgia                  | Lara Yan                         | 25    | 1.79 m | Telavi                  |
| Grã-Bretanha             | Dee-Ann Kentish Rogers           | 25    | 1.75 m | Birmingham              |
| Grécia                   | Ioanna Bella                     | 22    | 1.82 m | Véria                   |
| Guam                     | Athena Su McNinch                | 20    | 1.70 m | Mangilao                |
| Guatemala                | Mariana García                   | 19    | 1.78 m | Cidade da Guatemala     |
| Haiti                    | Samantha Colas                   | 26    | 1.80 m | Porto Príncipe          |
| Honduras                 | Vanessa Villars                  | 20    | 1.78 m | Tegucigalpa             |
| Hungria                  | Enikő Kecskès                    | 21    | 1.75 m | Budapeste               |
| Ilhas Caimã              | Caitlin Tyson                    | 24    | 1.75 m | Savannah                |
| Ilhas Virgens Americanas | Aniska Tonge                     | 27    | 1.72 m | Charlotte Amalie        |
| Ilhas Virgens Britânicas | Ayana Phillips                   | 23    | 1.70 m | Sea Cow Bay             |
| Índia                    | Nehal Chudasama                  | 22    | 1.74 m | Mumbai                  |
| Indonésia                | Sonia Fergina Citra              | 26    | 1.78 m | Bangka Belitung         |
| Irlanda                  | Grainne Gallanagh                | 24    | 1.75 m | Donegal                 |
| Islândia                 | Katrín Lea Elenudóttir           | 19    | 1.70 m | Reykjavík               |
| Israel                   | Nikol Kirat Reznikov             | 18    | 1.70 m | Afula                   |
| Itália                   | Erica De Matteis                 | 24    | 1.78 m | Roma                    |
| Jamaica                  | Emily Maddison                   | 19    | 1.78 m | Kingston                |
| Japão                    | Yuumi Kato                       | 21    | 1.75 m | Aichi                   |
| Kosovo                   | Zana Berisha                     | 19    | 1.70 m | Suhareke                |
| Laos                     | On-anong Homsombath              | 23    | 1.68 m | Vientiane               |
| Líbano                   | Maya Reaidy                      | 22    | 1.73 m | Tannourine              |
| Malásia                  | Jane Teoh Jun                    | 20    | 1.78 m | Penang                  |
| Malta                    | Francesca Mifsud                 | 22    | 1.71 m | Żejtun                  |
| Ilhas Maurícias          | Ariska Varsha Ragoobarsing       | 25    | 1.65 m | Savanne                 |
| México                   | Andrea Toscano                   | 19    | 1.75 m | Manzanillo              |
| Myanmar                  | Hnin Thway Yu Aung               | 21    | 1.68 m | Tachileik               |
| Mongólia                 | Dolgion Delgerjav                | 27    | 1.73 m | Ulan Bator              |
| Namíbia                  | Selma Kamanya                    | 21    | 1.75 m | Windhoek                |
| Nepal                    | Manita Devkota                   | 23    | 1.73 m | Gorkha                  |
| Nicarágua                | Adriana Paniagua                 | 22    | 1.73 m | Chinandega              |
| Nigéria                  | Aramide Oluwatobi Lopez          | 20    | 1.86 m | Lagos                   |
| Noruega                  | Susanne Næss Guttorm             | 21    | 1.75 m | Karasjok                |
| Nova Zelândia            | Estelle Curd                     | 27    | 1.78 m | Auckland                |
| Países Baixos            | Rahima Dirkse                    | 24    | 1.80 m | Roterdã                 |
| Panamá                   | Rosa Iveth Montezuma             | 25    | 1.68 m | Alto Caballero          |
| Paraguai                 | María Belén Alderete Gayoso      | 24    | 1.75 m | Assunção                |
| Peru                     | Romina Lozano                    | 21    | 1.78 m | Callao                  |
| Polónia                  | Magdalena Swat                   | 27    | 1.73 m | Ostrowiec Świętokrzyski |
| Porto Rico               | Kiara Ortega                     | 25    | 1.70 m | Rincón                  |
| Portugal                 | Filipa Barroso                   | 19    | 1.75 m | Setúbal                 |
| Quênia                   | Wabaiya Kariuki                  | 20    | 1.65 m | Nairóbi                 |
| Quirguistão              | Begimay Karybekova               | 20    | 1.78 m | Bisquequek              |
| Chéquia                  | Lea Šteflíčková                  | 20    | 1.80 m | Ústí nad Labem          |
| República Dominicana     | Aldy Bernard                     | 22    | 1.80 m | Laguna Salada           |
| Rússia                   | Yulia Polyachikhina              | 18    | 1.78 m | Cheboksary              |
| Santa Lúcia              | Angella Dalsou                   | 24    | 1.68 m | Castries                |
| Singapura                | Zahra Khanum                     | 23    | 1.63 m | Cidade de Singapura     |
| Sri Lanka                | Ornella Gunesekere               | 26    | 1.70 m | Mount Lavinia           |
| Suécia                   | Emma Strandberg                  | 22    | 1.76 m | Hallstahammar           |
| Suíça                    | Jastina Doreen Riederer          | 20    | 1.75 m | Spreitenbach            |
| Tailândia                | Sophida Kanchanarin              | 23    | 1.69 m | Banguecoque             |
| Turquia                  | Tara de Vries                    | 19    | 1.75 m | Istanbul                |
| Ucrânia                  | Karina Zhosan                    | 23    | 1.80 m | Odessa                  |
| Uruguai                  | Sofía Marrero                    | 18    | 1.78 m | Montevidéu              |
| Venezuela                | Sthefany Gutiérrez               | 19    | 1.80 m | Barcelona               |
| Vietname                 | H’Hen Niê                        | 26    | 1.73 m | Đắk Lắk                 |
| Zâmbia                   | Melba Shakabozha                 | 23    | 1.80 m | Livingstone             |

### Designações
- Agustina Pivowarchuk (Argentina) foi escolhida a Miss Argentina 2018, após a realização de um casting por parte da Endemol Argentina, juntamente com a TNT América Latina, que são os franqueados locais.
- Zoe Brunet (Bélgica) foi indicada pelo Miss Bélgica para representar o país no Miss Universo, porque a vencedora do Miss Bélgica 2018, Angeline Flor Pua, será enviada ao Miss Mundo 2018. Originalmente, Pua seria enviada aos dois concursos, mas devido ao choque de datas entre os dois, ela só irá competir no Miss Mundo.
- Meisu Qin (China) assumiu o título de Miss Universo China 2017, pois terminou o Miss Universo China 2017 em terceiro lugar. Roxette Qiu que foi uma das semifinalistas no Miss Universo 2017 e sua suplente foram destituídas devido a uma quebra de contrato por parte delas e o franqueado nacional. Como consequência e por falta de tempo hábil para se organizar o concurso de 2018, Meisu acabou sendo indicada para representar o país, pois ficou em terceiro lugar no concurso nacional de 2017.
- Helena Hauser (Dinamarca) foi designada como a "Miss Dinamarca" pela nova franqueada local. Helena tinha ganhado o mesmo concurso em 2016, mas não pode participar do concurso de 2017.
- A'yana Phillips (Ilhas Vírgens Britânicas) foi designada por Alessia Hamm, diretora local do Miss Ilhas Virgens Britânicas. A'yana foi a segunda colocada no Miss BVI no ano anterior.
- Eva Colas (França) foi indicada pelo Miss França, devido ao fato de que a Miss França 2018, Maeva Coucke será enviada para o Miss Mundo 2018.
- Begimay Karybekova (Quirguistão) foi indicada pelo franqueado local após ganhar o Miss Quirguistão 2017.
- On-anong Homsombath (Laos) foi indicada pelo franqueado local após ficar em segundo lugar no Miss Laos 2017.
- Filipa Barroso (Portugal) foi indicada por ter sido a Miss República Portuguesa 2017.
- Sofia Marreiro (Uruguai) foi escolhida a Miss Uruguai 2018, após a realização de um casting por parte do franqueado local.

#### Estreias
- Armênia,  Mongólia e  Quirguistão.

#### Retornos
Competiram pela última vez em Las Vegas 2015:
- Grécia

Competiram pela última vez em Pasay 2016:
- Belize,  Dinamarca,  Hungria,  Kosovo,  Quênia e  Suíça

#### Desistências
- Áustria – O franqueado local devolveu a licença para a Organização Miss Universo.[41]
- Eslovênia – Devido a problemas internos na franqueada local,o Miss Universo Eslovênia 2018 foi cancelado.[42]
- Iraque e  Roménia – O franqueado local não se manifestou sobre o interesse de inscrever uma candidata desses países.
- Etiópia – Não haverá o concurso nacional neste ano.[43]
- Guiana – A franqueada local está suspensa até 2020.[44]
- Tanzânia – Não haverá o concurso nacional neste ano.[45]
- Trinidad e Tobago – O concurso nacional foi cancelado por falta de patrocínio, assim, o franqueado local decidiu não enviar nenhuma candidata. Esta confirmação desmente os rumores de que Matricia Alleyne tinha sido indicada como a Miss Universo Trinidad & Tobago 2018.[46]

### Observações
- Serra Leoa – Maria Esther Bangura teve problemas relacionados ao seu visto para a Tailândia e com os voos que a levariam para Bangkok, não conseguindo chegar a tempo de se inscrever oficialmente para o concurso.Ela recebeu as boas vindas por parte da Organização Miss Universo e pôde assistir a final com o público que estava na Impact Arena. Ela também confirmou que a Organização Miss Universo aceitou a sua participação no Miss Universo 2019.[47]